# 雷布斯泰因

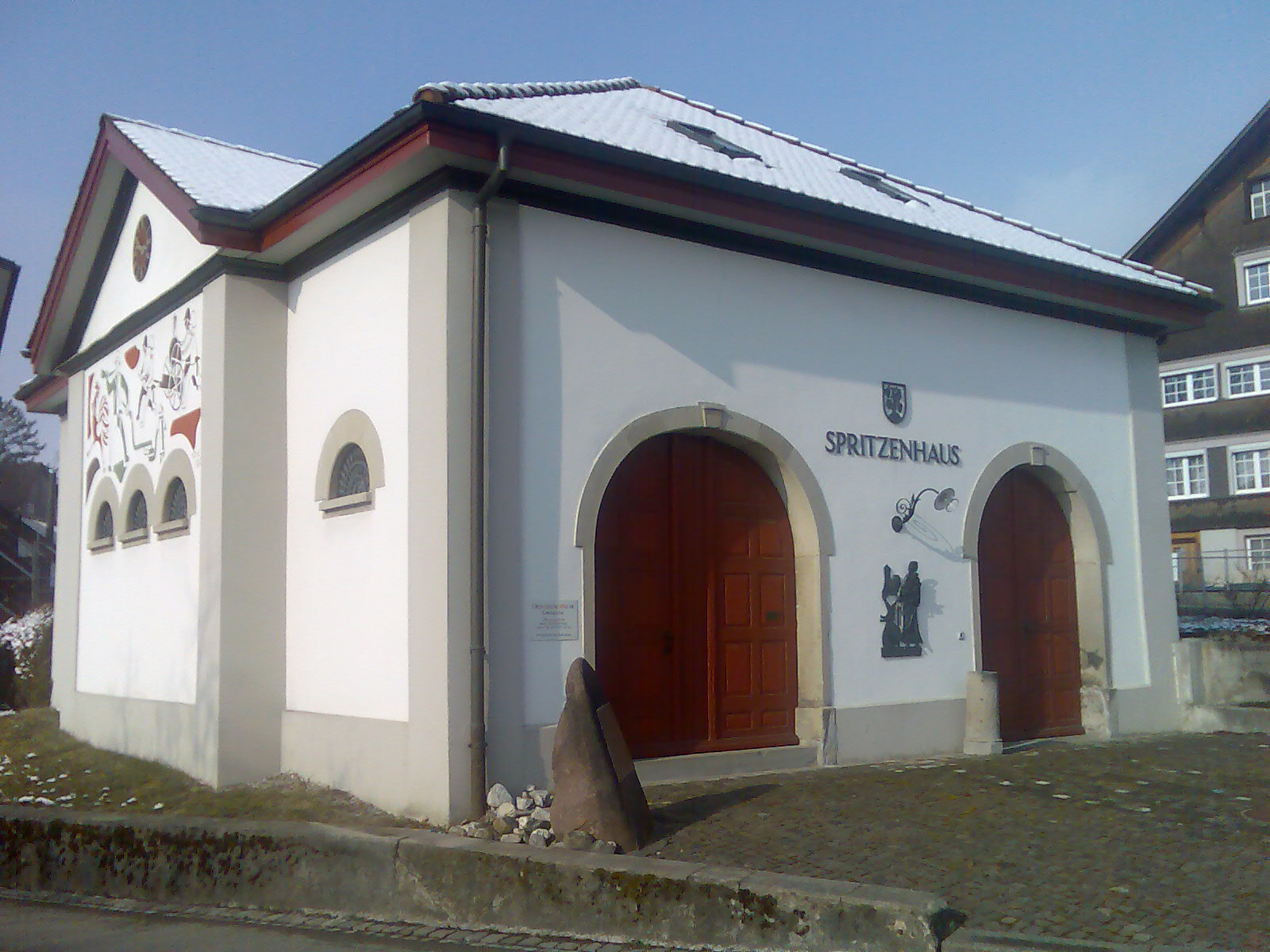

雷布斯泰因是瑞士的城鎮，位於該國東北部，由聖加侖州負責管轄，面積4.39平方公里，海拔高度411米，2011年人口4,336，四成半人口信奉羅馬天主教，人口密度每平方公里988人。

## 外部連結
- Official website （页面存档备份，存于） （德文）